# Jaume Rosell i Roig
Jaume Rosell i Roig (Sant Sadurní d'Anoia, 7 de desembre de 1892 - 4 de desembre de 1964) fou un poeta i dramaturg local.
Es conserven molts treballs seus en prosa i en vers, publicats a diaris locals, als programes de Fires de Sant Sadurní i a diaris barcelonins com La Publicitat i L'Esquella de la Torratxa. Dirigí un grup de teatre i escrigué moltes obres teatrals. També és autor de la lletra de diverses auques i sardanes, com l'Escuma del Noia i Capvuitada, estrenada el 1978, amb música de Conrad Gili i Costa.
Catalanista i catòlic, participà en l'organització dels Jocs Florals a Sant Sadurní i fou present en la majoria de manifestacions culturals, patriòtiques i parroquials del seu temps. El 1990 la Regidoria d'Ensenyament i Cultura de l'Ajuntament de Sant Sadurní d'Anoia publicà una Antologia poètica, i a la població una plaça duu el seu nom, la Plaça Jaume Rosell i Roig.
D'acord amb l'article Poesia i poetes sadurninencs de l'etapa republicana, de l'historiador Carles Querol,"Jaume Rosell i Roig és el poeta local de més recorregut del segle xx, ja que des del 1915 fins al 1964, de forma ininterrompuda, encara que amb alts i baixos, va escriure i publicar els seus versos. El primer va aparèixer a la revista local L'Àpat el 14 d'agost de 1915, portava per títol Tendra flor i era una declaració d'amor a la jove Eulàlia Mata i Gabarró, amb qui es casaria quatre anys després i amb qui tindria quatre fills. Del període republicà destaquen quatre poesies que porten per títols Fires (setembre de 1931), El barret vell (gener de 1932), La Guerra dels Set Anys (agost de 1932) i Vandalisme (desembre de 1932). Durant tot aquest temps regentava una botiga de roba al Raval, coneguda com cal Ticus. Cal Ticus és actualment un restaurant, a càrrec dels besnets de Jaume Rosell.